# SikkerhedsBranchen
SikkerhedsBranchen är en dansk branschorganisation grundad 1992 för verksamheter inom säkerhetsbranschen. SikkerhedsBranchen har till uppgift att informera om användningen av säkerhetsprodukter och främja diskussion om säkerhet. Föreningen samarbetar med danska polisen, Brottsförebyggande rådet i Danmark, Forsikring & Pension (danska försäkringsbranschens intresseorganisation) samt Danmarks försvarsmakt och justitiedepartement.